# UCI Track Cycling Nations’ Cup 2024

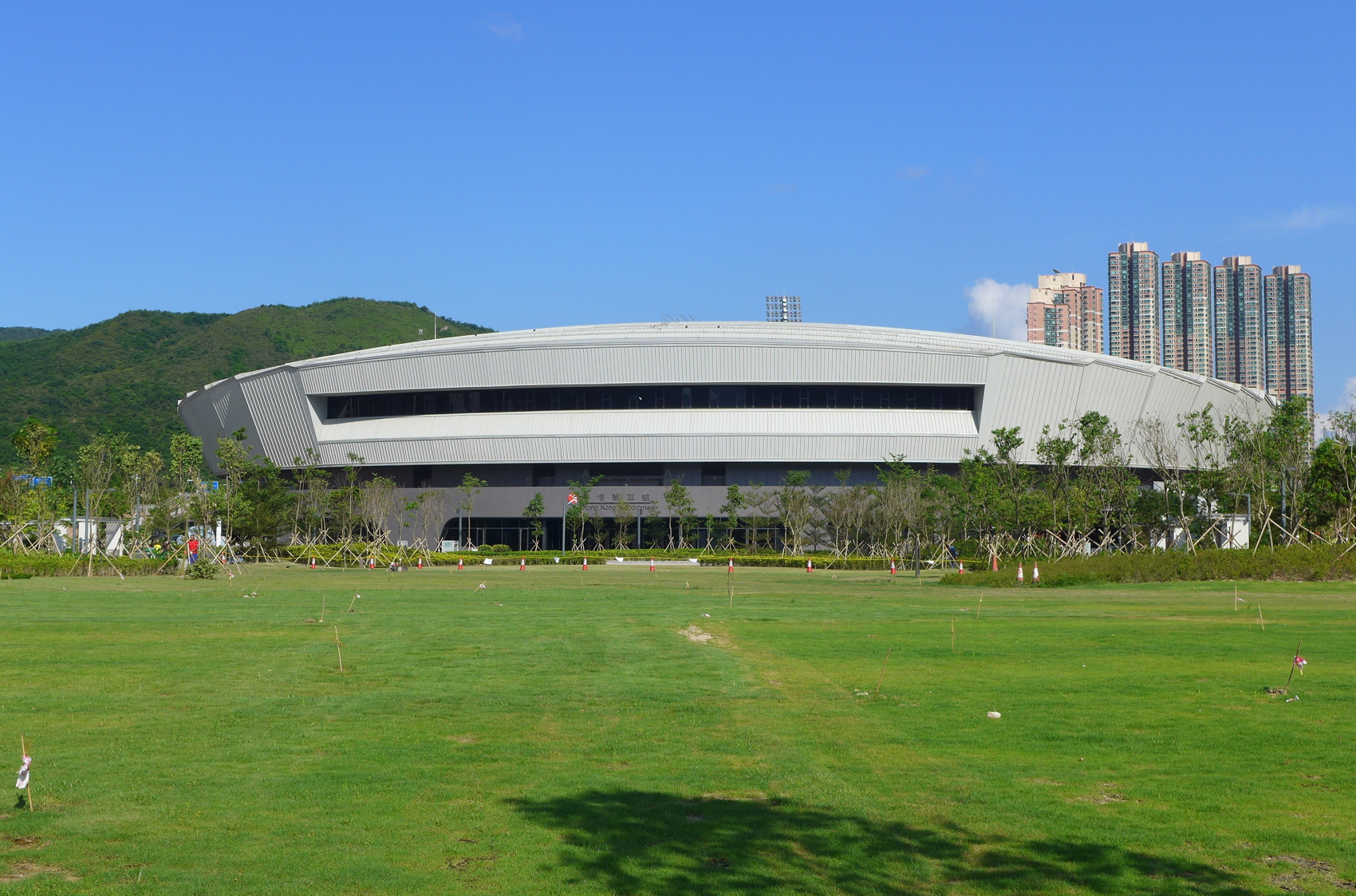
Das Hongkong Velodrome

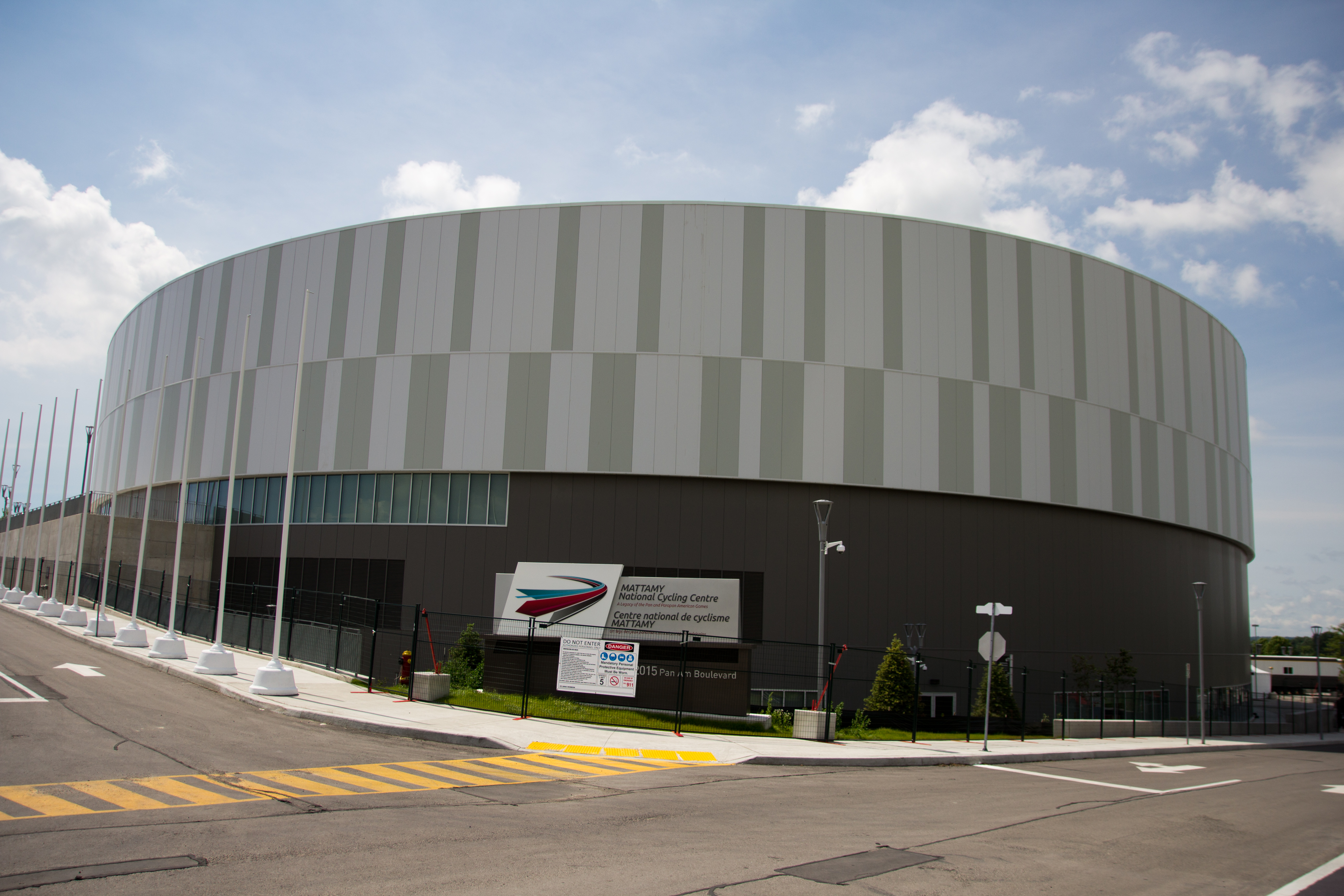
Das Mattamy National Cycling Centre in Milton

Der UCI Track Cycling Nations’ Cup 2024 (deutsch UCI Bahnradsport-Nationencup) war die vierte Austragung dieser Serie von Bahnradsport-Wettbewerben, die durch die Union Cycliste Internationale organisiert wird.
Austragungsorte waren Adelaide in Australien, Hongkong und das kanadische Milton. Im Vergleich zu den Vorjahren wurde das Format von vier auf drei Tage verkürzt. Die zwei besten Ergebnisse jeder Nation zählten für die Olympiaqualifikation 2024.

## Austragungsorte
| Datum         | Sportstätte                     | Ort      |
| ------------- | ------------------------------- | -------- |
| 2.–4. Februar | Adelaide Super-Drome            | Adelaide |
| 15.–17. März  | Hong Kong Velodrome             | Hongkong |
| 12.–14. April | Mattamy National Cycling Centre | Milton   |

## Beteiligung
An den Wettbewerben in Adelaide, Hongkong und Milton beteiligten sich Athleten aus folgenden 53 Nationalmannschaften und 9 UCI Track Teams:
| Afrika - Ägypten - Algerien - Südafrika Amerika - Barbados - Jamaika - Kanada - Kolumbien - Mexiko - Paraguay - Peru - Suriname - Trinidad und Tobago - Vereinigte Staaten - Venezuela | Asien - Chinesisch Taipeh - Hongkong - Indien - Indonesien - Japan - Kasachstan - Laos - Malaysia - Südkorea - Thailand - Usbekistan - Vereinigte Arabische Emirate - Volksrepublik China | Europa - Belgien - Dänemark - Deutschland - Frankreich - Griechenland - Großbritannien - Irland - Israel - Italien - Lettland - Litauen - Niederlande - Norwegen - Österreich | - Polen - Portugal - Rumänien - Schweden - Schweiz - Slowakei - Spanien - Tschechien - Ukraine - Ungarn Ozeanien - Australien - Neuseeland |

UCI Track Teams:
- AZA Team Azizul
- BGT Bridgestone Cycling
- CWD Chaney Windows And Doors
- NCI National Cycling Institute Milton
- RKD Team Rakuten K Dreams
- SCF Sprinteur Club Féminin
- TIN Team Inspired
- TTT Tashkent City Track Team
- USC Créteil Kronos

Außerdem beteiligten sich „individuelle neutrale Athleten“ aus Russland an den Wettkämpfen in Hongkong.

## Resultate
- Fahrerinnen und Fahrer, deren Name kursiv geschrieben sind, bestritten bei Mannschaftswettbewerben lediglich Runden vor dem Finale.
- Fahrerinnen und Fahrer, die für ein UCI Track Team angetreten sind, sind mit dessen Kürzel vor dem Namen gekennzeichnet.

### Frauen

#### Sprint
| Ort      | Siegerin      | Zweite          | Dritte               |
| -------- | ------------- | --------------- | -------------------- |
| Adelaide | Emma Hinze    | RKD Mina Satō   | Mathilde Gros        |
| Hongkong | Emma Finucane | Mathilde Gros   | Lea Sophie Friedrich |
| Milton   | Mathilde Gros | Ellesse Andrews | Daniela Gaxiola      |

Gesamtwertung
| Pos. | Fahrerin             | Ade | Hong | Mil | Pkt  |
| ---- | -------------------- | --- | ---- | --- | ---- |
| 1.   | Mathilde Gros        | 640 | 720  | 800 | 2160 |
| 2.   | Emma Finucane        | 560 | 800  | –   | 1360 |
| 3.   | Emma Hinze           | 800 | 520  | –   | 1320 |
| 4.   | Ellesse Andrews      | 600 | –    | 720 | 1320 |
| 5.   | RKD Mina Satō        | 720 | 480  | –   | 1200 |
| 6.   | Hetty van de Wouw    | –   | 600  | 600 | 1200 |
| 7.   | Lea Sophie Friedrich | 480 | 640  | –   | 1120 |
| 8.   | Miriam Vece          | 280 | 280  | 520 | 1080 |
| 9.   | Lauriane Genest      | 400 | –    | 560 | 960  |
| 10.  | TIN Katy Marchant    | 520 | 440  | –   | 960  |

#### Keirin
| Ort      | Siegerin        | Zweite               | Dritte          |
| -------- | --------------- | -------------------- | --------------- |
| Adelaide | RKD Mina Satō   | Katy Marchant        | Lauriane Genest |
| Hongkong | Emma Finucane   | Emma Hinze           | Alina Lyssenko  |
| Milton   | Ellesse Andrews | Steffie van der Peet | Lauriane Genest |

Gesamtwertung
| Pos. | Fahrerin             | Jak | Kai | Mil | Pkt  |
| ---- | -------------------- | --- | --- | --- | ---- |
| 1.   | Mathilde Gros        | 480 | 520 | 520 | 1520 |
| 2.   | Emma Finucane        | 600 | 800 | –   | 1400 |
| 3.   | RKD Mina Satō        | 800 | 560 | –   | 1360 |
| 4.   | Lauriane Genest      | 640 | –   | 640 | 1280 |
| 5.   | Wang Lijuan          | 280 | 480 | 328 | 1088 |
| 6.   | Steffie van der Peet | –   | 328 | 720 | 1048 |
| 7.   | Nicky Degrendele     | 440 | 600 | –   | 1040 |
| 8.   | Miriam Vece          | 328 | 304 | 400 | 1032 |
| 9.   | Emma Hinze           | 280 | 720 | –   | 1000 |
| 10.  | Hetty van de Wouw    | –   | 360 | 600 | 960  |

#### Teamsprint
| Ort      | Mannschaft                                                             | Zweite                                                           | Dritte                                                             |
| -------- | ---------------------------------------------------------------------- | ---------------------------------------------------------------- | ------------------------------------------------------------------ |
| Adelaide | Großbritannien Sophie Capewell Emma Finucane Katy Marchant Lauren Bell | Volksrepublik China Bao Shanju Guo Yufang Yuan Liying Jiang Yulu | Neuseeland Ellesse Andrews Shaane Fulton Rebecca Petch Olivia King |
| Hongkong | Großbritannien Sophie Capewell Emma Finucane Katy Marchant             | Deutschland Lea Sophie Friedrich Emma Hinze Pauline Grabosch     | Volksrepublik China Bao Shanju Guo Yufang Yuan Liying              |
| Milton   | Niederlande Kyra Lamberink Hetty van de Wouw Steffie van der Peet      | Mexiko Daniela Gaxiola Jessica Salazar Yuli Verdugo              | Polen Marlena Karwacka Urszula Łoś Nikola Sibiak                   |

Gesamtwertung
| Pos. | Mannschaft            | Ade  | Hong | Mil  | Pkt  |
| ---- | --------------------- | ---- | ---- | ---- | ---- |
| 1.   | Polen                 | 900  | 840  | 960  | 2700 |
| 2.   | Mexiko                | 720  | 660  | 1080 | 2460 |
| 3.   | Großbritannien        | 1200 | 1200 | –    | 2400 |
| 4.   | Frankreich            | 840  | 720  | 780  | 2340 |
| 5.   | Niederlande           | –    | 900  | 1200 | 2100 |
| 6.   | Volksrepublik China A | 1080 | 960  | –    | 2040 |
| 7.   | Deutschland           | –    | 1080 | 840  | 1920 |
| 8.   | Hongkong              | 540  | 492  | 720  | 1752 |
| 9.   | Neuseeland            | 960  | 780  | –    | 1740 |
| 10.  | Kanada                | 780  | –    | 900  | 1680 |

#### Mannschaftsverfolgung
| Ort      | Mannschaft                                                                                | Zweiter                                                                                | Dritter                                                                           |
| -------- | ----------------------------------------------------------------------------------------- | -------------------------------------------------------------------------------------- | --------------------------------------------------------------------------------- |
| Adelaide | Neuseeland Samantha Donnelly Ally Wollaston Bryony Botha Emily Shearman Michaela Drummond | Großbritannien Katie Archibald Elinor Barker Josie Knight Anna Morris Megan Barker     | Australien Georgia Baker Alexandra Manly Sophie Edwards Chloe Moran Maeve Plouffe |
| Hongkong | Neuseeland Bryony Botha Emily Shearman Samantha Donnelly Nicole Shields                   | Irland Lara Gillespie Mia Griffin Kelly Murphy Alice Sharpe                            | Japan Mizuki Ikeda Yūmi Kajihara Maho Kakita Tsuyaka Uchino                       |
| Milton   | Großbritannien Katie Archibald Jessica Roberts Josie Knight Anna Morris Megan Barker      | Italien Elisa Balsamo Chiara Consonni Martina Alzini Vittoria Guazzini Martina Fidanza | Frankreich Clara Copponi Valentine Fortin Marion Borras Marie Le Net              |

Gesamtwertung
| Pos. | Mannschaft          | Ade  | Hong | Mil  | Pkt  |
| ---- | ------------------- | ---- | ---- | ---- | ---- |
| 1.   | Neuseeland          | 1600 | 1600 | –    | 3200 |
| 2.   | Volksrepublik China | 1040 | 1120 | 960  | 3120 |
| 3.   | Großbritannien      | 1440 | –    | 1600 | 3040 |
| 4.   | Japan               | 880  | 1280 | 880  | 3040 |
| 5.   | Italien             | –    | 1040 | 1440 | 2480 |
| 6.   | Australien A        | 1280 | 1200 | –    | 2480 |
| 7.   | Irland              | 960  | 1440 | –    | 2400 |
| 8.   | Kanada              | 1200 | –    | 1200 | 2400 |
| 9.   | Vereinigte Staaten  | 1120 | –    | 1040 | 2160 |
| 10.  | Deutschland         | –    | 880  | 1120 | 2000 |

#### Ausscheidungsfahren
| Ort      | Siegerin         | Zweite                | Dritte                |
| -------- | ---------------- | --------------------- | --------------------- |
| Adelaide | Ally Wollaston   | Jennifer Valente      | Jessica Roberts       |
| Hongkong | Yūmi Kajihara    | Anita Yvonne Stenberg | Yareli Acevedo        |
| Milton   | Jennifer Valente | Letizia Paternoster   | Anita Yvonne Stenberg |

Gesamtwertung
| Pos. | Fahrerin              | Ade | Hong | Mil | Pkt  |
| ---- | --------------------- | --- | ---- | --- | ---- |
| 1.   | Anita Yvonne Stenberg | 256 | 720  | 640 | 1616 |
| 2.   | Jennifer Valente      | 720 | –    | 800 | 1520 |
| 3.   | Laura Rodríguez       | 280 | 520  | 520 | 1320 |
| 4.   | Maja Tracka           | 600 | –    | 480 | 1080 |
| 5.   | Olivija Baleišytė     | 480 | 600  | –   | 1080 |
| 6.   | Maria Martins         | 144 | 480  | 400 | 1024 |
| 7.   | Sarah Van Dam         | 328 | –    | 600 | 928  |
| 8.   | Yūmi Kajihara         | –   | 800  | –   | 800  |
| 9.   | Ally Wollaston        | 800 | –    | –   | 800  |
| 10.  | Yareli Acevedo        | –   | 640  | 160 | 800  |

#### Omnium
| Ort      | Siegerin        | Zweite              | Dritte           |
| -------- | --------------- | ------------------- | ---------------- |
| Adelaide | Ally Wollaston  | Katie Archibald     | Jennifer Valente |
| Hongkong | Yūmi Kajihara   | RKD Tsuyaka Uchino  | Lara Gillespie   |
| Milton   | Katie Archibald | Letizia Paternoster | Jennifer Valente |

Gesamtwertung
| Pos. | Fahrerin              | Ade | Hong | Mil | Pkt  |
| ---- | --------------------- | --- | ---- | --- | ---- |
| 1.   | Katie Archibald       | 720 | –    | 800 | 1520 |
| 2.   | RKD Tsuyaka Uchino    | 328 | 720  | 360 | 1408 |
| 3.   | Yūmi Kajihara         | 480 | 800  | –   | 1280 |
| 4.   | Jennifer Valente      | 640 | –    | 640 | 1280 |
| 5.   | Liu Jiali             | 560 | 520  | 176 | 1256 |
| 6.   | Lara Gillespie        | 400 | 640  | –   | 1040 |
| 7.   | Olivija Baleišytė     | 440 | 560  | –   | 1000 |
| 8.   | Maggie Coles-Lyster   | 256 | 208  | 520 | 984  |
| 9.   | Anita Yvonne Stenberg | 232 | 440  | 304 | 876  |
| 10.  | Petra Ševčíková       | 360 | 328  | 256 | 944  |

#### Zweier-Mannschaftsfahren
| Ort      | Mannschaft                                   | Zweite                                    | Dritte                                            |
| -------- | -------------------------------------------- | ----------------------------------------- | ------------------------------------------------- |
| Adelaide | Großbritannien Katie Archibald Elinor Barker | Australien Georgia Baker Alexandra Manly  | Vereinigte Staaten Jennifer Valente Lily Williams |
| Hongkong | Rakuten K Dreams Maho Kakita Tsuyaka Uchino  | Neuseeland Bryony Botha Emily Shearman    | Niederlande Marit Raaijmakers Lisa van Belle      |
| Milton   | Großbritannien Katie Archibald Neah Evans    | Frankreich Valentine Fortin Marion Borras | Vereinigte Staaten Jennifer Valente Lily Williams |

Gesamtwertung
| Pos. | Mannschaft         | Jak  | Kai  | Mil  | Pkt  |
| ---- | ------------------ | ---- | ---- | ---- | ---- |
| 1.   | Italien            | 1040 | 1040 | 1200 | 3280 |
| 2.   | Großbritannien     | 1600 | –    | 1600 | 3200 |
| 3.   | Schweiz            | 880  | 1200 | 960  | 3040 |
| 4.   | RKD                | –    | 1600 | 1120 | 2720 |
| 5.   | Neuseeland         | 1120 | 1440 | –    | 2560 |
| 6.   | Vereinigte Staaten | 1280 | –    | 1280 | 2560 |
| 7.   | Niederlande        | –    | 1280 | 800  | 2080 |
| 8.   | Japan              | 800  | 608  | 608  | 2016 |
| 9.   | Usbekistan         | 608  | 880  | 512  | 2000 |
| 10.  | Tschechien         | 512  | 960  | 464  | 1936 |

### Männer

#### Sprint
| Ort      | Sieger           | Zweiter            | Dritter          |
| -------- | ---------------- | ------------------ | ---------------- |
| Adelaide | RKD Kaiya Ōta    | Matthew Richardson | Matthew Glaetzer |
| Hongkong | RKD Kaiya Ōta    | Matthew Richardson | Nicholas Paul    |
| Milton   | Harrie Lavreysen | Jaïr Tjon En Fa    | Nicholas Paul    |

Gesamtwertung
| Pos. | Fahrer             | Ade | Hong | Mil | Pkt  |
| ---- | ------------------ | --- | ---- | --- | ---- |
| 1.   | RKD Kaiya Ōta      | 800 | 800  | –   | 1600 |
| 2.   | Matthew Richardson | 720 | 720  | –   | 1440 |
| 3.   | Vasilijus Lendel   | 360 | 560  | 480 | 1400 |
| 4.   | Nicholas Paul      | –   | 640  | 640 | 1280 |
| 5.   | Harrie Lavreysen   | –   | 400  | 800 | 1200 |
| 6.   | Jaïr Tjon En Fa    | –   | 480  | 720 | 1200 |
| 7.   | TIN Joseph Truman  | 520 | 280  | 304 | 1104 |
| 8.   | Michail Jakowlew   | 400 | –    | 600 | 1000 |
| 9.   | Sébastien Vigier   | –   | 360  | 520 | 880  |
| 10.  | Zhou Yu            | 328 | 520  |     | 848  |

#### Keirin
| Ort      | Sieger            | Zweiter          | Dritter       |
| -------- | ----------------- | ---------------- | ------------- |
| Adelaide | Azizulhasni Awang | Shinji Nakano    | RKD Kaiya Ōta |
| Hongkong | RKD Kaiya Ōta     | Matthew Glaetzer | Sam Dakin     |
| Milton   | Harrie Lavreysen  | Jeffrey Hoogland | Jack Carlin   |

Gesamtwertung
| Pos. | Fahrer              | Jak | Kai | Mil | Pkt |
| ---- | ------------------- | --- | --- | --- | --- |
| 1.   | Azizulhasni Awang   | 800 |     |     | 800 |
| 2.   | Shinji Nakano       | 720 |     |     | 720 |
| 3.   | RKD Kaiyo Ota       | 640 |     |     | 640 |
| 4.   | Jack Carlin         | 600 |     |     | 600 |
| 5.   | Matthew Richardson  | 560 |     |     | 560 |
| 6.   | Xue Chenxi          | 520 |     |     | 520 |
| 7.   | Maximilian Dörnbach | 480 |     |     | 480 |
| 8.   | Kento Yamasaki      | 440 |     |     | 440 |
| 9.   | Vasilijus Lendel    | 400 |     |     | 400 |
| 10.  | Matthew Glaetzer    | 360 |     |     | 360 |

#### Teamsprint
| Ort      | Mannschaft                                                                  | Zweite                                             | Dritte                                             |
| -------- | --------------------------------------------------------------------------- | -------------------------------------------------- | -------------------------------------------------- |
| Adelaide | Australien Matthew Glaetzer Leigh Hoffman Matthew Richardson Thomas Cornish | Japan Yoshitaku Nagasako Yuta Obara Kaiya Ōta      | Großbritannien Jack Carlin Ed Lowe Hamish Turnbull |
| Hongkong | Australien Thomas Cornish Leigh Hoffman Matthew Richardson Matthew Glaetzer | Japan Yoshitaku Nagasako Yuta Obara Kaiya Ōta      | Volksrepublik China Guo Shuai Liu Qi Zhou Yu       |
| Milton   | Niederlande Jeffrey Hoogland Harrie Lavreysen Roy van den Berg              | Großbritannien Jack Carlin Ed Lowe Hamish Turnbull | Kanada Ryan Dodyk James Hedgcock Tyler Rorke       |

Gesamtwertung
| Pos. | Mannschaft            | Ade  | Hong | Mil  | Pkt  |
| ---- | --------------------- | ---- | ---- | ---- | ---- |
| 1.   | Großbritannien        | 960  | 840  | 1080 | 2880 |
| 2.   | Volksrepublik China A | 900  | 960  | 720  | 2580 |
| 3.   | Australien            | 1200 | 1200 | –    | 2400 |
| 4.   | Deutschland           | 840  | 780  | 600  | 2220 |
| 5.   | Japan                 | 1080 | –    | 2160 | 2160 |
| 6.   | Italien               | 660  | 600  | 900  | 2160 |
| 7.   | Tschechien            | 720  | 720  | 660  | 2100 |
| 8.   | Niederlande           | –    | 660  | 1200 | 1860 |
| 9.   | Frankreich            | –    | 900  | 840  | 1740 |
| 10.  | Kanada                | 600  | –    | 960  | 1560 |

#### Mannschaftsverfolgung
| Ort      | Mannschaft                                                                                | Zweiter                                                                                | Dritter                                                                                     |
| -------- | ----------------------------------------------------------------------------------------- | -------------------------------------------------------------------------------------- | ------------------------------------------------------------------------------------------- |
| Adelaide | Großbritannien Joshua Tarling William Tidball Rhys Britton Charlie Tanfield Josh Charlton | Australien Conor Leahy James Moriarty Kelland O’Brien Sam Welsford Blake Agnoletto     | Italien Francesco Lamon Elia Viviani Davide Boscaro Filippo Ganna Manlio Moro               |
| Hongkong | Dänemark Tobias Hansen Robin Skivild Lasse Norman Leth Frederik Madsen                    | Japan Naoki Kojima Eiya Hashimoto Kazushige Kuboki Shoi Matsuda                        | Neuseeland Campbell Stewart Thomas Sexton Keegan Hornblow George Jackson                    |
| Milton   | Großbritannien Ethan Hayter Daniel Bigham Ethan Vernon Oliver Wood Charlie Tanfield       | Belgien Tuur Dens Thibaut Bernard Yoran Van Gucht Noah Vandenbranden Lindsay De Vylder | Frankreich Thomas Boudat Thomas Denis Corentin Ermenault Valentin Tabellion Benjamin Thomas |

Gesamtwertung
| Pos. | Mannschaft         | Ade  | Hong | Mil  | Pkt  |
| ---- | ------------------ | ---- | ---- | ---- | ---- |
| 1.   | Großbritannien     | 1600 | 1040 | 1600 | 4240 |
| 2.   | Japan              | 1120 | 1440 | 1200 | 3760 |
| 3.   | Italien            | 1280 | 960  | 1120 | 3360 |
| 4.   | Belgien            | 880  | 720  | 1440 | 3020 |
| 5.   | Australien A       | 1440 | 1200 | –    | 2640 |
| 6.   | Neuseeland         | 1200 | 1280 | –    | 2480 |
| 7.   | Frankreich         | −    | 880  | 1280 | 2160 |
| 8.   | Deutschland        | 960  | 1120 | –    | 2080 |
| 9.   | Kanada             | 1040 | –    | 960  | 2000 |
| 10.  | Vereinigte Staaten | 800  | –    | 1040 | 1840 |

#### Ausscheidungsfahren
| Ort      | Sieger          | Zweiter          | Dritter        |
| -------- | --------------- | ---------------- | -------------- |
| Adelaide | Dylan Bibic     | Blake Agnoletto  | Grant Koontz   |
| Hongkong | William Perrett | Jules Hesters    | Graeme Frislie |
| Milton   | Dylan Bibic     | Shunsuke Imamura | Mark Stewart   |

Gesamtwertung
| Pos. | Fahrer              | Ade | Hong | Mil | Pkt  |
| ---- | ------------------- | --- | ---- | --- | ---- |
| 1.   | Dylan Bibic         | 800 | –    | 800 | 1600 |
| 2.   | Shunsuke Imamura    | –   | 600  | 720 | 1320 |
| 3.   | Michele Scartezzini | 600 | 440  | –   | 1040 |
| 4.   | Erik Martorell Haga | –   | 400  | 600 | 1000 |
| 5.   | Grant Koontz        | 640 | 328  |     | 968  |
| 6.   | Adam Wożniak        | 560 |      | 328 | 888  |
| 7.   | William Perrett     | –   | 800  | –   | 800  |
| 8.   | Jan Voneš           | –   | 480  | 304 | 784  |
| 9.   | Jules Hesters       | –   | 720  | –   | 720  |
| 10.  | Blake Agnoletto     | 720 | –    | –   | 720  |

#### Omnium
| Ort      | Sieger       | Zweiter              | Dritter           |
| -------- | ------------ | -------------------- | ----------------- |
| Adelaide | Dylan Bibic  | Elia Viviani         | Lindsay De Vylder |
| Hongkong | Aaron Gate   | Oscar Nilsson-Julien | BGT Naoki Kojima  |
| Milton   | Ethan Hayter | Kazushige Kuboki     | Benjamin Thomas   |

Gesamtwertung
| Pos. | Fahrer               | Ade | Hong | Mil | Pkt  |
| ---- | -------------------- | --- | ---- | --- | ---- |
| 1.   | Dylan Bibic          | 800 |      | 800 | 1600 |
| 2.   | Aaron Gate           | 600 | 800  | –   | 1400 |
| 3.   | Kazushige Kuboki     | 560 | –    | 720 | 1280 |
| 4.   | Tim Wafler           | 440 | 304  | 520 | 1264 |
| 5.   | Iúri Leitão          | –   | 520  | 560 | 1080 |
| 6.   | Elia Viviani         | 720 | –    | 192 | 912  |
| 7.   | Ethan Hayter         | –   | –    | 800 | 800  |
| 8.   | Bernard Van Aert     | 232 | 192  | 328 | 752  |
| 9.   | Roger Kluge          | 520 | 208  |     | 728  |
| 10.  | Oscar Nilsson-Julien | –   | 720  | –   | 720  |

#### Zweier-Mannschaftsfahren
| Ort      | Mannschaft                             | Zweite                                          | Dritte                                    |
| -------- | -------------------------------------- | ----------------------------------------------- | ----------------------------------------- |
| Adelaide | Neuseeland Aaron Gate Campbell Stewart | Deutschland Roger Kluge Theo Reinhardt          | Großbritannien Joshua Tarling Oliver Wood |
| Hongkong | Neuseeland Aaron Gate Campbell Stewart | Spanien Sebastián Mora Albert Torres            | Japan Eiya Hashimoto Kazushige Kuboki     |
| Milton   | Belgien Lindsay De Vylder Robbe Ghys   | Niederlande Yanne Dorenbos Jan-Willem van Schip | Portugal Ivo Oliveira Iúri Leitão         |

Gesamtwertung
| Pos. | Mannschaft     | Jak  | Kai  | Mil  | Pkt  |
| ---- | -------------- | ---- | ---- | ---- | ---- |
| 1.   | Portugal       | 1200 | –    | 1280 | 2480 |
| 2.   | Großbritannien | 1280 | –    | 960  | 2240 |
| 3.   | Japan          | 1120 | –    | 1040 | 2160 |
| 4.   | Belgien        | 464  | –    | 1600 | 2064 |
| 5.   | Deutschland    | 1440 | –    | 560  | 2000 |
| 6.   | BGT            | 1040 | –    | 720  | 1760 |
| 7.   | Hongkong       | 2    | 1600 | 2    | 1604 |
| 8.   | Ukraine        | –    | 1600 | –    | 1600 |
| 9.   | Neuseeland     | 1600 | –    | –    | 1600 |
| 10.  | Tschechien     | 720  | –    | 800  | 1520 |

### Teamwertung
| Pos. | Nation/Team         | Jak     | Kai    | Mil     | Gesamt  |
| ---- | ------------------- | ------- | ------ | ------- | ------- |
| 1.   | Großbritannien      | 13009,0 | 6682,0 | 10081,0 | 29772,0 |
| 2.   | Japan               | 8416,0  | 9017,0 | 5152,0  | 22585,0 |
| 3.   | Deutschland         | 7489,0  | 6870,0 | 6340,0  | 20699,0 |
| 4.   | Italien             | 6256,0  | 5522,0 | 8374,0  | 20152,0 |
| 5.   | Kanada              | 8308,0  | 208,0  | 11076,0 | 19592,0 |
| 6.   | Australien          | 11656,0 | 7864,0 | –       | 19520,0 |
| 7.   | Neuseeland          | 9882,0  | 8022,0 | 1520,0  | 19424,0 |
| 8.   | Frankreich          | 2288,0  | 5869,0 | 11180,0 | 19337,0 |
| 9.   | Niederlande         | –       | 5889,0 | 11056,0 | 16945,0 |
| 10.  | Volksrepublik China | 5700,0  | 6684,0 | 3227,0  | 15611,0 |